# أو كي-جاي
أو كي-جاي (هانغل: 오기재) هو لاعب كرة قدم كوري جنوبي في مركز الوسط، ولد في 26 سبتمبر 1983 في كوريا الجنوبية. لعب مع نادي سول ونادي غويانغ زايكرو.

## وصلات خارجية
- أو كي-جاي على موقع دوري كوريا الجنوبية (الإنجليزية)
- أو كي-جاي على موقع قاعدة بيانات كرة القدم.إي يو (الإنجليزية)
- أو كي-جاي على موقع Soccerway.com (الإنجليزية)